# New England Patriots 2006
La stagione 2006 dei New England Patriots è stata la 37ª della franchigia nella National Football League, la 47ª complessiva e la 7ª con Bill Belichick come capo-allenatore. La squadra vinse per la quarta volta consecutiva la propria division con un record di 12-4, batté i New York Jets e i San Diego Chargers nei playoff e fu eliminata nella finale di conference dagli Indianapolis Colts malgrado l'essere stata in vantaggio anche per 21-3.

## Scelte nel Draft 2006
| Giro | Scelta | Giocatore          | Ruolo            | College    |
| ---- | ------ | ------------------ | ---------------- | ---------- |
| 1    | 21     | Laurence Maroney   | Running back     | Minnesota  |
| 2    | 36     | Chad Jackson       | Wide receiver    | Florida    |
| 3    | 86     | David Thomas       | Tight end        | Texas      |
| 4    | 106    | Garrett Mills      | Tight end        | Tulsa      |
| 4    | 118    | Stephen Gostkowski | Kicker           | Memphis    |
| 5    | 136    | Ryan O'Callaghan   | Offensive tackle | California |
| 6    | 191    | Jeremy Mincey      | Defensive end    | Florida    |
| 6    | 205    | Dan Stevenson      | Offensive guard  | Notre Dame |
| 6    | 206    | Le Kevin Smith     | Defensive tackle | Nebraska   |
| 7    | 229    | Willie Andrews     | Defensive back   | Baylor     |

|  | Scelta compensatoria |

## Calendario

### Stagione regolare
| Turno | Ora                | Data               | Avversario           | Risultato          | Record                       | Stadio             | TV                 | Recap              |
| ----- | ------------------ | ------------------ | -------------------- | ------------------ | ---------------------------- | ------------------ | ------------------ | ------------------ |
| 1     | 1:00 pm EDT        | 10/9/2006          | Buffalo Bills        | V 19–17            | Gillette Stadium             | CBS                | 1–0                | Recap              |
| 2     | 4:15 pm EDT        | 17/9/2006          | New York Jets        | V 24–17            | Giants Stadium               | CBS                | 2–0                | Recap              |
| 3     | 8:15 pm EDT        | 24/9/2006          | Denver Broncos       | S 7–17             | Gillette Stadium             | NBC                | 2–1                | Recap              |
| 4     | 4:15 pm EDT        | 1/10/2006          | Cincinnati Bengals   | V 38–13            | Paul Brown Stadium           | CBS                | 3–1                | Recap              |
| 5     | 1:00 pm EDT        | 8/10/2006          | Miami Dolphins       | V 20–10            | Gillette Stadium             | CBS                | 4–1                | Recap              |
| 6     | Settimana di pausa | Settimana di pausa | Settimana di pausa   | Settimana di pausa | Settimana di pausa           | Settimana di pausa | Settimana di pausa | Settimana di pausa |
| 7     | 1:00 pm EDT        | 22/10/2006         | Buffalo Bills        | V 28–6             | Ralph Wilson Stadium         | CBS                | 5–1                | Recap              |
| 8     | 8:30 pm EST        | 30/10/2006         | Minnesota Vikings    | V 31–7             | Hubert H. Humphrey Metrodome | ESPN               | 6–1                | Recap              |
| 9     | 8:15 pm EST        | 5/11/2006          | Indianapolis Colts   | S 20–27            | Gillette Stadium             | NBC                | 6–2                | Recap              |
| 10    | 1:00 pm EST        | 12/11/2006         | New York Jets        | S 14–17            | Gillette Stadium             | CBS                | 6–3                | Recap              |
| 11    | 1:00 pm EST        | 19/11/2006         | Green Bay Packers    | V 35–0             | Lambeau Field                | CBS                | 7–3                | Recap              |
| 12    | 4:15 pm EST        | 26/11/2006         | Chicago Bears        | V 17–13            | Gillette Stadium             | Fox                | 8–3                | Recap              |
| 13    | 1:00 pm EST        | 3/12/2006          | Detroit Lions        | V 28–21            | Gillette Stadium             | Fox                | 9–3                | Recap              |
| 14    | 1:00 pm EST        | 10/12/2006         | Miami Dolphins       | S 0–21             | Dolphin Stadium              | CBS                | 9–4                | Recap              |
| 15    | 1:00 pm EST        | 17/12/2006         | Houston Texans       | V 40–7             | Gillette Stadium             | CBS                | 10–4               |                    |
| 16    | 1:00 pm EST        | 24/12/2006         | Jacksonville Jaguars | V 24–21            | ALLTEL Stadium               | CBS                | 11–4               | Recap              |
| 17    | 1:00 pm EST        | 31/12/2006         | Tennessee Titans     | V 40–23            | LP Field                     | CBS                | 12–4               | Recap              |

### Playoff
| Turno            | Ora         | Data      | Avversario             | Risultato | Record | Stadio           | TV  | Recap |
| ---------------- | ----------- | --------- | ---------------------- | --------- | ------ | ---------------- | --- | ----- |
| Wild Card        | 1:00 pm EST | 7/1/2007  | New York Jets (5)      | V 37–16   | 1–0    | Gillette Stadium | CBS | Recap |
| Divisional       | 4:30 pm EST | 14/1/2007 | San Diego Chargers (1) | V 24–21   | 2–0    | Qualcomm Stadium | CBS | Recap |
| AFC Championship | 6:30 pm EST | 21/1/2007 | Indianapolis Colts (3) | S 34–38   | 2–1    | RCA Dome         | CBS | Recap |